# Fathallah Bouazzaoui
Fathallah Bouazzaoui (in arabo فتح الله بوعزاوي‎?; Salé, 1942) è un ex cestista marocchino.

## Carriera
Con il Marocco ha disputato i Giochi olimpici di Città del Messico 1968.